# Cuộc bao vây Constantinopolis (626)
Cuộc vây hãm Constantinopolis năm 626 bởi người Avar, được hỗ trợ bởi một lượng lớn quân đội từ các đồng minh Slav và Đế quốc Sassanid của Ba Tư, đã kết thúc bằng một chiến thắng mang tính chiến lược của Đông La Mã. Sự thất bại của cuộc bao vây đã giúp Đế chế Đông La Mã thoát khỏi họa diệt vong. Cùng với những chiến thắng khác mà Hoàng đế Heraclius (r. 610-641) đạt được, năm 627, Đông La Mã gianh lại các lãnh thổ bị mất và kết thúc chiến tranh La Mã-Ba Tư bằng một hiệp ước biên giới thuận lợi với "hiện trạng" vào khoảng những năm 590.

## Bối cảnh
Năm 602, Phocas lật đổ hoàng đế Maurice (582-602), rồi lên ngôi hoàng đế Đông La Mã, rồi thành lập một triều đại khủng bố và bạo lực, đưa cả đế chế vào tình trạng hỗn loạn. Pháp luật đã được sử dụng để trừng phạt Người Do Thái trong cả tôn giáo và hành chính còn triều đình thì lại hoàn toàn làm ngơ trước sự hôc loạn đang lan tràn khắp kinh thành. Hoàng đế Khosrau II (590-628) của Sassanid đã vin cớ cái chết của cha vợ để khởi binh, tấn công các lãnh thổ của đế quốc ở Syria và Ai Cập. Ban đầu, cuộc chiến tranh diễn ra theo chiều hướng tốt đẹp cho người Ba Tư, cho đến khi chỉ còn Anatolia là vẫn còn nằm trong tay của La Mã. Sau đó, Phocas bị lật đổ bởi tổng đốc cảng Carthage, Heraclius. A general of astounding energy yet limited experience, Heraclius immediately began undoing much of Phocas's damaging work that he had procured whilst Emperor. Bất chấp những cuộc tấn công của mình vào Mesopotamia (ngày nay thuộc Iraq),Heraclius đã không thể ngăn chặn kẻ thù của ông từ đặt bao vây kinh thành từ Chalcedon, nơi họ đã bắt đầu cuộc tấn công của mình. Từ 14-15 tháng 5, 626, một cuộc bạo loạn ở Constantinopolis chống lại John Seismos đã xảy ra bởi vì ông này muốn hủy bỏ khẩu phần bánh mì trợ cấp và tăng giá ngũ cốc lên gấp đôi. Cuối cùng ông đã phải từ bỏ kế hoạch trên và dỡ bỏ lệnh giới nghiêm các cửa thành. Tuy nhiên, thành phố còn bị hỗn loạn hơn nữa.

## Cuộc vây hãm
80.000 quân Avar tràn vào tỉnh Tharce, với quyết tâm loại bỏ tất cả các ảnh hương của Đông La Mã ra khỏi châu Âu  Người Ba Tư đã đến đóng quân ở Chalcedon từ trước khi Phocas bị lật đổ. Tuy nhiên, chỉ khi mà các đội quân Avar bắt đầu di chuyển các thiết bị công thàn tới trước Tường thành Theodosian thì người dân trong thành phố hiểu rằng một cuộc vây hãm đã quá rõ ràng.
May mắn thay cho Đế quốc, 12.000 quân lính và cả các kỵ binh đều đã được đào tạo qui củ vào thời điểm đó, và họ chính là tinh hoa của quân đội Đông La Mã. Lại thêm cả sự trợ giúp không nhỏ về nhuệ khí từ Thượng Phụ của Constantinople, khi ông lên tiếng kêu gọi các nông dân xung quanh kinh đô hãy tự vũ trang và bảo vệ kinh đô trước những kẻ ngoại giáo. Tất cả các cuộc tấn công vào Constantinopolis đều bị thất bại, hạm đội liên hợp của Avar và Ba Tư bị đánh chìm chỉ sau hai cuộc thủy chiến khốc liệt. Cuối cùng, những kẻ tấn công đã hoảng sợ và bỏ chạy, và người Đông La Mã hoàn toàn tin vào việc Thiên Chúa Quan Phòng.

## Hệ quả
Cùng lúc đó là một chiến thắng của anh trai Heraclius, hoàng thân Theodore trước tổng chỉ huy quân đội Ba Tư Shahin.
 Tiếp theo chiến thắng ấy, Heraclius đã dẫn đầu một cuộc xâm lược vào Lưỡng Hà một lần nữa, đánh bại đại quân Ba Tư tại Nineveh. Sau đó, ông hành quân vào Ctesiphon đang trong tình trạng vô chính phủ, cho phép Heraclius bắt người Ba Tư phải chấp nhận những điều khoản có lợi cho ông và đế quốc. Cuối cùng, người Ba Tư bị buộc phải thu hồi tất cả các lực lượng vũ trang rời khỏi Ai Cập, Levant và bất cứ lãnh thổ Lưỡng Hà và Armenia của La Mã vào thời điểm khoảng năm 595.

## Đánh giá
Cuộc bao vây năm 626 đã không thành công vì các quân lính Avar không có sự kiên nhẫn và công nghệ để chinh phục các bức tường của thành phố. Các bức tường của Constantinople dễ dàng chống lại được các tháp bao vây và các công cụ hãm thành. Hơn nữa, người Ba Tư và người Xla-vơ không có một lực lượng hải quân mạnh mẽ đủ để vượt qua các bức tường biển và thiết lập một kênh thông tin liên lạc. Việc thiếu nguồn cung cấp cho quân Avar cuối cùng đã làm cho họ phải từ bỏ cuộc bao vây.